# Płot (skała)

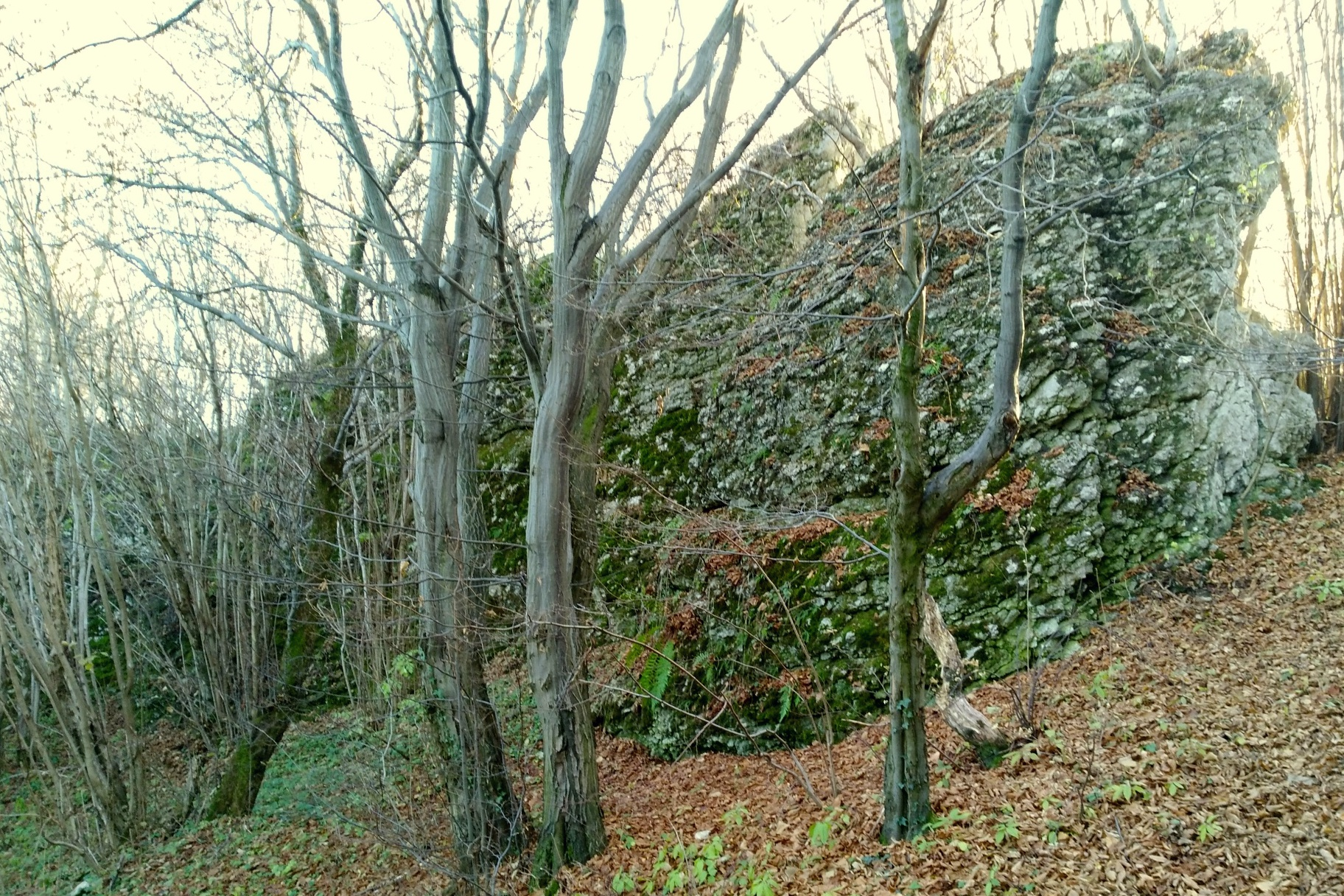
Płot

Płot – skalny mur na wierzchowinie Wyżyny Olkuskiej. Znajduje się w grupie Słonecznych Skał na orograficznie prawym zboczu Doliny Szklarki, w obrębie miejscowości Jerzmanowice, w odległości około 2,2 km na południowy zachód od drogi krajowej nr 94. Znajduje się w lesie, w odległości około 50 m na południowy wschód od skały Ogrodzieniec.
Słoneczne Skały są bardzo popularnym obiektem wspinaczki skalnej, Płot nie wzbudził jednak zainteresowania wspinaczy. Wznosi się na wysokość 458 m n.p.m. Od północnego zachodu ma postać typowego muru skalnego o kilkumetrowej wysokości, ale jego ściana jest silnie zwietrzała i porośnięta roślinnością. Są w nim dwie niewybitne turniczki.

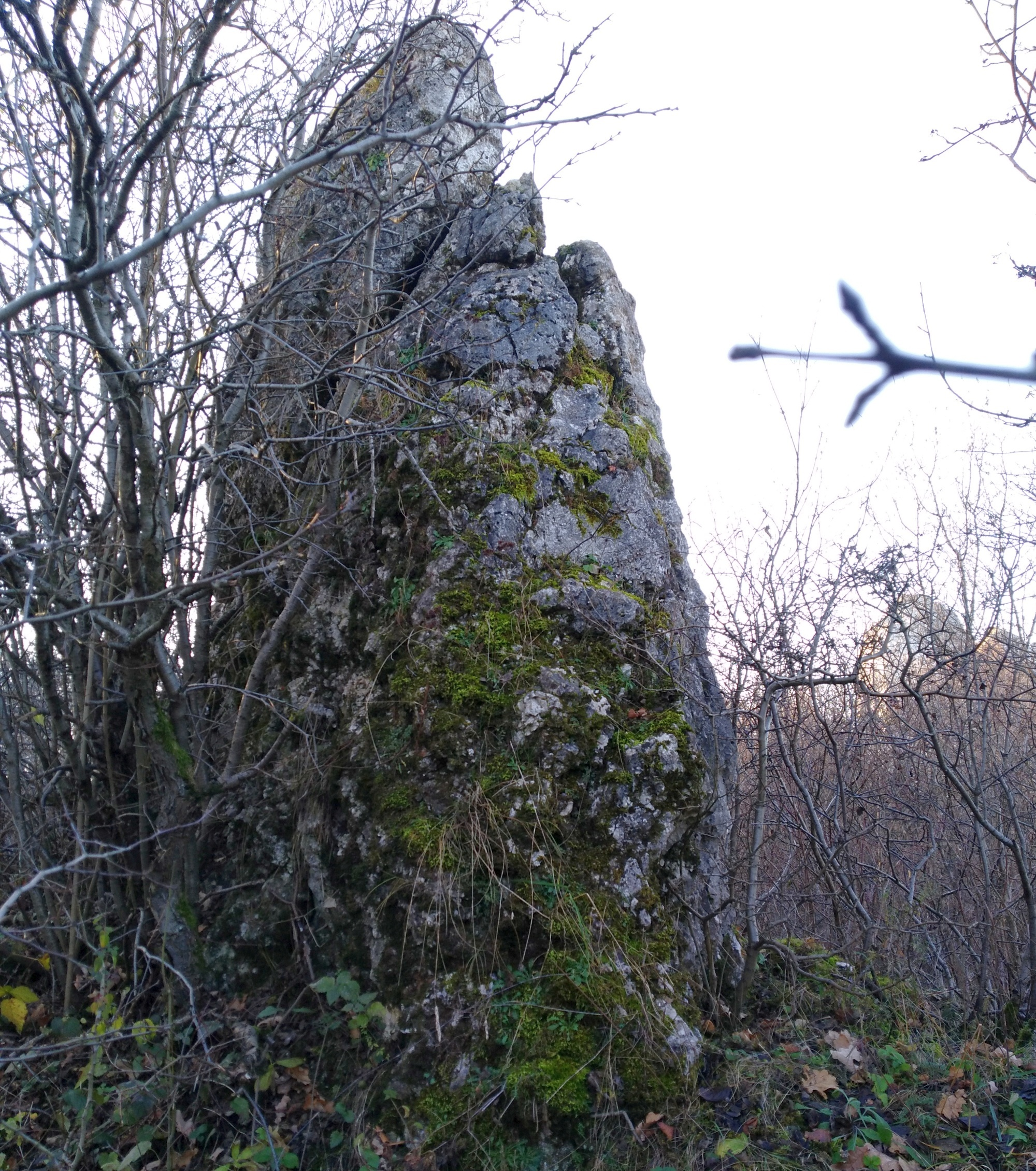
Turniczka w Płocie